# Avro Manchester
Авро 679 Манчестер (англ. Avro 679 Manchester) — британский двухмоторный тяжёлый бомбардировщик, состоявший на вооружении Королевских ВВС во время Второй мировой войны. Разработан Фирмой Avro Aircraft в 1940 году
Дальнейшее развитие Манчестера — «Авро Ланкастер», стал одним из самых эффективных бомбардировщиков Второй мировой войны.

## История создания
Бомбардировочному командованию Британских Королевских ВВС требовался самолет с большой дальностью и большой бомбовой нагрузкой, способный с баз на Британских островах долетать до потенциальных целей на континенте, прежде всего до территории Германии.
В августе 1936 года английское Министерство авиации опубликовало технические требования, предусматривающие создание двухмоторного бомбардировщика со взлетной массой 20 т и максимальной бомбовой нагрузкой 3632 кг. Бомбардировщик должен был иметь дальность полета 3218 км с бомбовой нагрузкой 1360 кг на крейсерской скорости 442 км/ч на высоте 4572 м. В качестве силовой установки предлагалось применить новые двигатели жидкостного охлаждения "Роллс Ройс" "Валчер" мощностью 1700 л.с.
Министерство авиации разослало технические требования восьми авиационным фирмами, чтобы получив предложения от них выбрать для заказа два самых перспективных прототипа. Комиссия, изучив предложения, выделило два проекта фирм "Авро" и "Хендли Пейдж", признав их достойными реализации.
Проект "Авро" выглядел самым многообещающим. Конструкторы "Хендли Пейдж" выбрали четырехмоторную схему с менее мощными двигателями "Мерлин". Специалисты фирмы "Авро", под руководством главного конструктора Р.Чедвика, сумели представить  двухмоторный самолет с двигателями "Валчер".
8 сентября 1936 года было принято решение заказать два прототипа бомбардировщика представленного фирмой "Авро". Самолет получил обозначение "Авро 679". Первый прототип поднялся в воздух 25 июля 1939 года, а 26 мая 1940 года поступил на испытания  второй.
Основные трудности возникли с работой силовой установки, но Министерство авиации считало, что бомбардировщики Авро 679 с двигателями "Валчер" имеют хорошие перспективы и выдало предварительный контракт на 200 самолетов. Затем не дожидаясь результатов испытаний первого прототипа 1 июля 1937 года увеличило заказ до 400 самолетов.
Серийные бомбардировщики получили обозначение Manchester Mk.I. Первые два серийных самолета и один из прототипов отправили в Экспериментальный Центр Самолетов и Вооружения в Боскомб Дауне, а второй прототип проходил испытания в Фарнборо. После испытаний было принято решение провести на самолете ряд доработок по изменению конструкции.
Основные трудности в эксплуатации  Манчестеров были связаны с работой силовой установки и продольной устойчивостью. Несмотря на положительные отзывы о скоростных качествах самолета нерешенные проблемы с двигателем Валчер свели на нет все усилия конструкторов.
Вариант самолета Manchester Mk.II. c двигателями Napier "Sabre" или  Bristol "Centaurus" не нашел поддержки у заказчика. В связи с этим в начале 1942 года начался вывод Манчестеров во вторую линию.
Всего было построено 202 бомбардировщика "Manchester", включая два прототипа. До 26 июня 1942 года (последний налет на Бремен), эти самолеты совершили  1269 боевых вылетов и сбросили 1855 тонн бомб. Из общего количества серийных "Манчестеров" около 40% было потеряно во время боевых действий и еще 25% в результате аварий и по техническим причинам. Несмотря на недолгую и не совсем удачную историю эксплуатации бомбардировщики "Манчестер" открыли дорогу более успешному самолету под названием "Lancaster".

## Конструкция
Средний бомбардировщик Manchester Mk.I представлял собой свободнонесущий среднеплан цельнометаллической конструкции с духкилевым оперением.
Экипаж 7 человек.
Крыло - состоит из центроплана и двух отъёмных консолей. Силовой набор крыла состоял из двух лонжеронов, которые проходили через фюзеляж над длинным бомбоотсеком, и нервюр, изготовленых из алюминиевых сплавов. Работающая обшивка крыла - алюминиевые листы. Консоли крыла суживались по обеим кромкам и имели округлые законцовки. Концы их были приподняты вверх создавая поперечное V. Внутри крыльев размещались топливные баки. На концах, прямоугольного в плане центроплана, размещались двигатели. Вся конструкция крыла была цельнометаллической. Для уменьшения аэродинамического сопротивления все клепка внешней обшивки крыла к каркасу была выполнена потайной клепкой.
Фюзеляж - типа полумонокок, цельнометаллический. Силовой каркас фюзеляжа состоял из продольных лонжеронов и стрингеров и поперечных шпангоутов. Обшивка крепилась к каркасу с помощью потайной клепки. Внутреннее пространство фюзеляжа было выполнено свободным для размещения большего количества вооружения в бомбоотсеке, который занимал почти две трети нижней части фюзеляжа.
Над основной кабиной экипажа, где размещались оба пилота, штурман и радист был установлен застекленный фонарь. Створки бомбоотсека, шасси, закрылки и заслонки радиатора управлялись от гидросистемы.
Все уязвимые части самолета были бронированы. Пилот имел дополнительную броню и пуленепробиваемые стекла фонаря. Позади места штурмана была установлена пуленепробиваемая перегородка. Доступ ко всем местам экипажа в фюзеляже обеспечивался проходом, а у позиций экипажа поблизости были аварийные люки.
Хвостовое оперение - двухкилевое, цельнометаллическое. Стабилизатор имел двухлонжеронную конструкцию с нервюрами в качестве поперечного силового набора. Кили - овальные шайбы на концах стабилизатора. Конструкция хвостового оперения обеспечивала хороший обзор для стрелка в хвостовой части фюзеляжа.
Силовая установка - два Х-образных 24-цилиндровых  двигателя Rolls Royce Vulture мощностью по 1845 л.с. каждый. Надежность двигателя была очень низкой. Кроме недобора мощности, была частая поломка шатунных подшипников и проблемы с охлаждением. Двигатель не был доведен и фирма Роллс Ройс в 1940 году прекратила его разработку.

## Боевое применение
Серийные "Манчестеры" стали поступать в строевые части в ноябре 1940 года. Боевой дебют состоялся в ночь на 25 февраля 1941 года,  самолеты в составе 207-й авиационной эскадрильи совершили налет на Брест. До начала 1942 года этими бомбардировщиками вооружили семь бомбардировочных эскадрилий Британских Королевских ВВС, но постоянные проблемы с двигателями существенно ограничивали боевое применение "Манчестеров".
В ночь на 26 июня 1942 года состоялся последний боевой вылет бомбардировщиков "Avro Manchester", целью которых был Бремен. В дальнейшем до конца 1943 года самолеты этого типа применялись только для обучения экипажей Бомбардировочного командования. Выбор неудачного двигателя поставил крест на карьере "Манчестера". Но именно этот самолет стал основой для лучшего британского четырехмоторного бомбардировщика  Второй Мировой войны - "Avro Lancaster".

## Тактико-технические характеристики

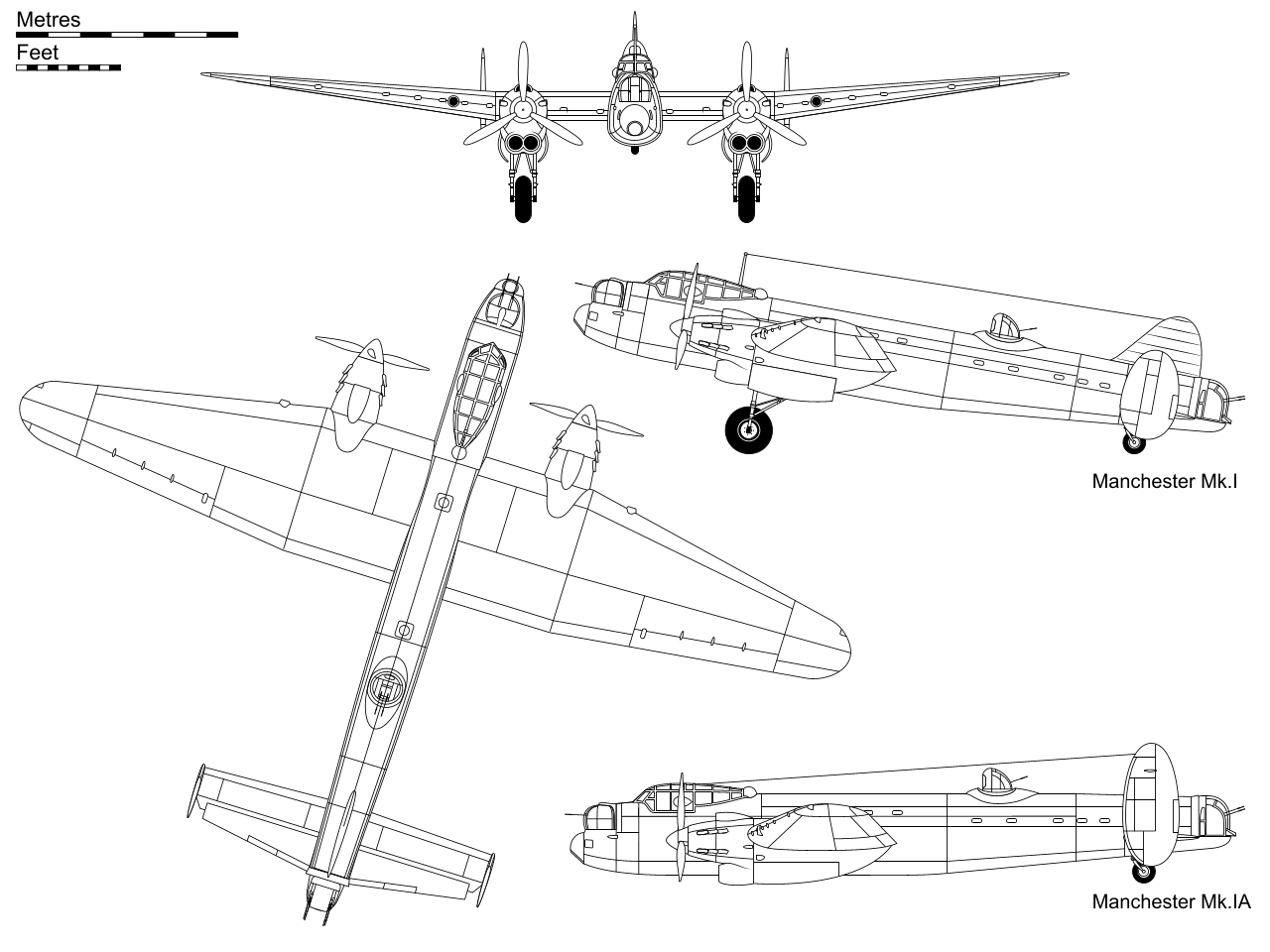
Схема самолёта.

Приведены данные серийного Manchester Mk.IA.
Источник данных: Bowyer, p. 46.

Технические характеристики
- Экипаж: 7
- Длина: 21,14 м
- Размах крыла: 27,46 м
- Высота: 5,94 м
- Площадь крыла: 105,07 м²
- Колея шасси: 7,239 м
- Масса пустого: 13350 кг
- Максимальная взлётная масса: 25401 кг
- Силовая установка: 2 × жидкостного охлаждения X-образных 24-цилиндровых Rolls-Royce Vulture I
- Мощность двигателей: 2 × 1845 л. с. (2 × 1357 кВт (взлётная))

Лётные характеристики
- Максимальная скорость: 426 км/ч на высоте 5182 м
- Крейсерская скорость: 298 км/ч на высоте 4572 м
- Практическая дальность: 2623 км (с нормальной бомбовой нагрузкой)
- Практический потолок: 5852 м
- Нагрузка на крыло: 241,7 кг/м²
- Тяговооружённость: 107 Вт/кг

Вооружение
- Стрелково-пушечное:  
  - 2 × 7,7 мм пулемёта Browning F.N.5 в носовой точке
  - 2 × 7,7 мм пулемёта Browning F.N.7 в верхнефюзеляжной точке
  - 4 × 7,7 мм пулемёта Browning F.N.20 в хвостовой точке
- Боевая нагрузка:  
  - нормальная: 3629 кг
  - максимальная: 4695 кг